# Egidio (abate)
Sant'Egidio (in latino Ægidius, in francese Gilles, in inglese Giles,  in spagnolo Gil, e in olandese Gillis) (Atene, 640 circa – Settimania, 720 circa) è stato un eremita (e probabilmente abate) di un monastero nel sud della Francia; è venerato come santo dalla Chiesa cattolica.
È una figura di santo divenuta molto popolare nel Medioevo in seguito a numerose leggende, ma del quale non si hanno notizie sicure. È invocato contro le paure.

## Biografia
I dati storici sulla sua vita sono molto incerti. Secondo alcuni nacque ad Atene all'inizio del secolo VII e in seguito si recò in Provenza dove fondò un monastero nei pressi di Arles in cui fu nominato abate. Qui Egidio morì, probabilmente nel 725, e il monastero venne chiamato con il suo nome: "Abbazia di Saint-Gilles".

### La leggenda di Sant'Egidio
La più antica recensione della sua vita, databile al X secolo e riportata anche dalla Legenda Aurea, narra che Egidio, venuto in Gallia da Atene, dopo una breve sosta in Provenza si era ritirato a vivere in vita eremitica in un luogo deserto della Settimania, in compagnia soltanto di una cerva che gli offriva il suo latte. Durante una battuta di caccia l'animale si salvò perché Egidio fu colpito al suo posto da una freccia scagliata dal re dei Goti, rimanendo ferito ad una gamba. Il sovrano donò allora all'eremita delle terre sulle quali egli costruì un monastero di cui divenne abate. Diffusasi ormai la sua fama di santità, Egidio fu invitato da Carlo Martello, che lo supplicò di pregare per ottenergli il perdono di una colpa che non osava confessare a nessuno. La domenica successiva, mentre celebrava la messa, apparve ad Egidio un angelo che depose sull'altare un biglietto sul quale era scritto il peccato segreto del sovrano, che così poté essere perdonato.
In seguito Egidio si sarebbe recato a Roma per porre il suo monastero sotto la protezione papale, ottenendo dal pontefice privilegi che sottraevano il cenobio ad ogni altra ingerenza. Morì poco dopo il ritorno da Roma, nella notte del 1º settembre, giorno a lui dedicato.

## Culto
Sul luogo della sua cripta, sul finire del IX secolo, venne costruita una basilica nella quale, in una tomba di età merovingia, si sarebbe conservato il suo corpo. 
La località, posta nella regione di Nîmes, prese da allora il nome di Saint Gilles du Gard. L'abbazia di sant'Egidio divenne luogo di numerosi pellegrinaggi soprattutto nel X secolo. Coloni francesi, valloni e sassoni diffusero nel Medioevo il culto di sant'Egidio anche nelle terre orientali d'Europa, in particolare in Slovacchia, Ungheria e Transilvania.

È venerato come patrono dei lebbrosi, degli storpi e dei tessitori, nonché dei paesi di Grottolella, Cavezzo, Civitaquana, Filacciano, Cellere, Tolfa, Linguaglossa, Melito Irpino, Sant'Egidio del Monte Albino, Sant'Egidio alla Vibrata, Laturo (frazione di Valle Castellana), Latronico, Sommati (frazione di Amatrice), Casale e Cossito (frazioni di Amatrice) Orte, Vaiano (frazione di Castiglione del Lago), Staffolo, Caprarola, Rocca di Cave e Scanno, Camerata Nuova, Sant'Egidio (frazione di Ferrara), San Gillio (TO), Cavezzo (Mo), Ospitaletto di Marano sul Panaro (Mo), Ciorlano (CE), Cerqueto (frazione di Fano Adriano) (TE). A Firenze, nel 1284, fu fondata una compagnia laica sotto la sua protezione, di cui ci sono rimasti gli Statuti e un prezioso laudario (conservato alla Biblioteca Nazionale Centrale di Firenze, B.R. 19, già Magliabechiano II.I.212; edito col titolo: Il Laudario della Compagnia di san Gilio, Firenze, 1990). Viene festeggiato il 1º settembre.
Una chiesetta campestre al Santo è dedicata a Lanciano; inoltre il 31 agosto si svolge una tradizione popolare che si è straformata negli anni in una vera e propria fiera di campanelle di terracotta per le vie del centro, sostituendo il tradizionale pellegrinaggio alla chiesetta con i cesti di frutta e di primizie contadine, che si offrivano per ringraziare il Santo del buon raccolto.
È considerato uno dei quattordici Santi ausiliatori.